# Licol éthologique
Licol à nœuds
Vous lisez un « bon article » labellisé en 2017.
Un licol éthologique, parfois nommé licol américain ou licol à nœuds, est un licol de travail pour les chevaux, généralement conçu en cordelette. Inventé aux États-Unis par des chuchoteurs inspirés par le bosal des vaqueros, il se diffuse en Europe à partir des années 2000, avec la vague d'engouement pour l'équitation éthologique. Cet outil est adopté par des cavaliers reconnus, en particulier Michel Robert.
Conçu comme un licol de travail adapté aux pratiques de l'équitation western, il fonctionne par points de pression, avec des nœuds qui s'appuient sur des zones innervées de la tête du cheval, et une section fine derrière les oreilles. Il permet de travailler le cheval, notamment à la longe, de façon plus fine qu'avec un licol plat, et en préservant sa bouche. Sensiblement plus économique qu'un licol classique, le licol éthologique est réputé plus solide, et peut devenir douloureux puis dangereux s'il est mal utilisé. Par exemple, il est particulièrement déconseillé de l'utiliser à l'attache ou pour le transport, la matière du licol étant plus solide que les cervicales d'un équidé.

## Dénomination
Bien que cet équipement soit couramment nommé « licol éthologique » en France, sa dénomination correcte serait plutôt « licol à nœuds ». Le nom anglais d'origine, rope halter, se traduit littéralement par « licol en corde ». Ce type d'outil est également nommé cow-boy halter aux États-Unis, soit « licol de cow-boy ». Il est désigné en allemand sous le nom de knotenhalfter, soit « licol à nœuds ». Il est également nommé « licol américain » en français.

## Description

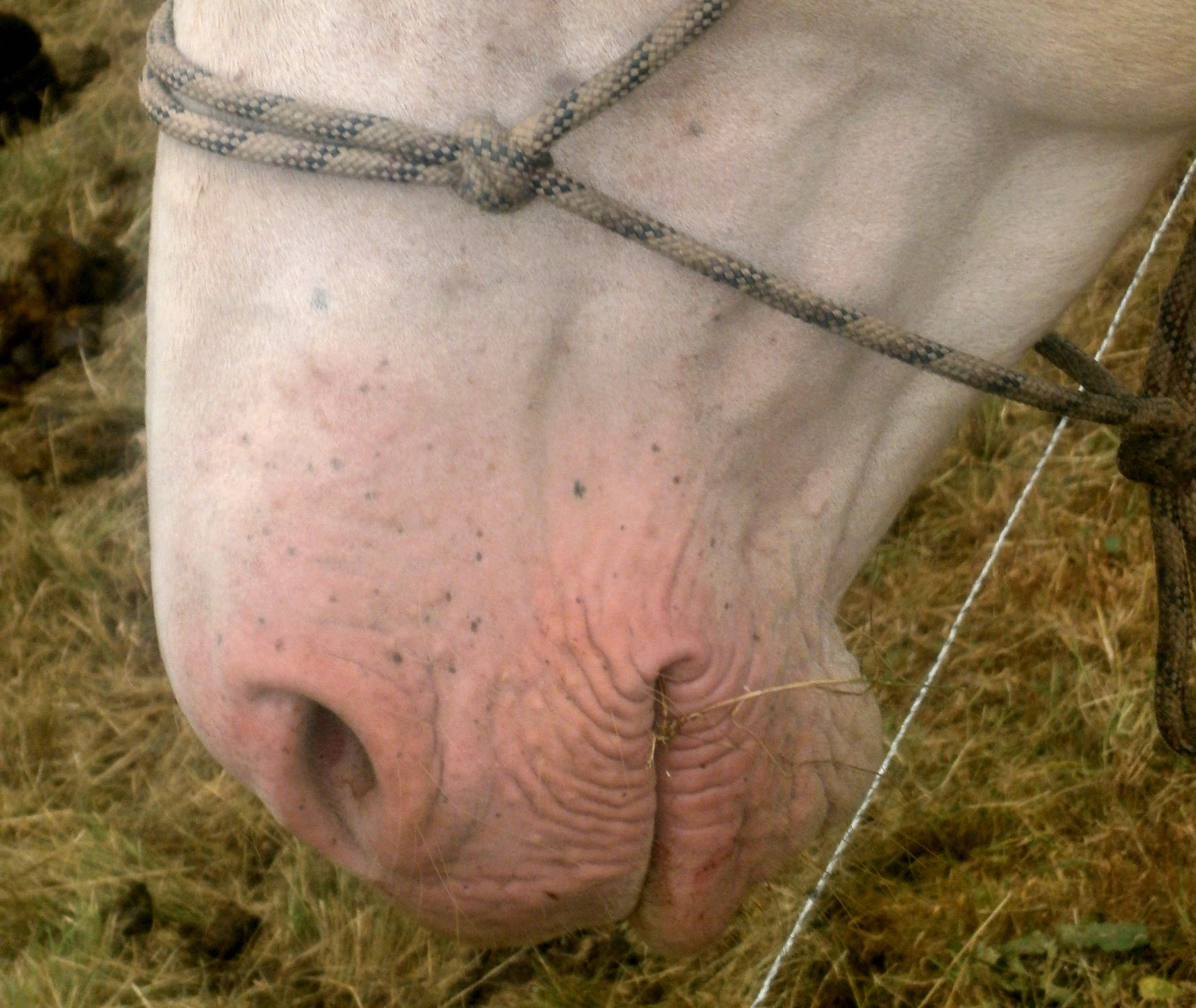
Détail sur le nœud situé deux doigts au-dessous de l'apophyse zygomatique.

Un licol éthologique se présente comme un licol fabriqué en corde, plus généralement en cordelette de 6 à 8 mm de diamètre, disposant de trois nœuds ou plus, dont deux relient le montant à la muserolle. Ces nœuds sont conçus pour se placer sur des zones innervées de la tête du cheval, des points stratégiques : de chaque côté du chanfrein, sous l'auge, et sous les apophyses zygomatiques. Le nœud de la muserolle doit se trouver environ deux doigts sous cette arête osseuse,, et la cordelette passant sur le chanfrein doit être à mi-distance entre les yeux et les naseaux.
Le serrage du licol s'effectue avec un nœud de fermeture, sur le côté,. Il est possible d'attacher une longe au nœud d'attache situé sous l'auge, et des rênes au même endroit, ou bien de part et d'autre de la muserolle. Il est également possible de fabriquer cet outil soi-même, à partir d'une corde,. Le diamètre de la corde, ou cordelette, définit la sévérité potentielle du licol sur le cheval.

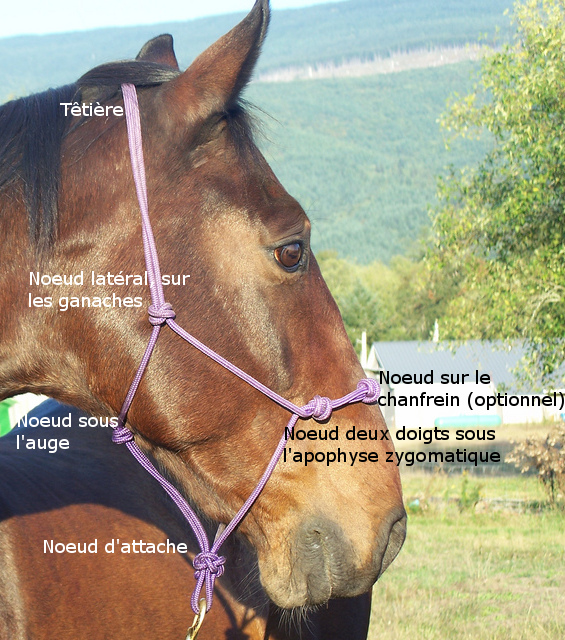
Dénominations et position des nœuds d'un licol éthologique

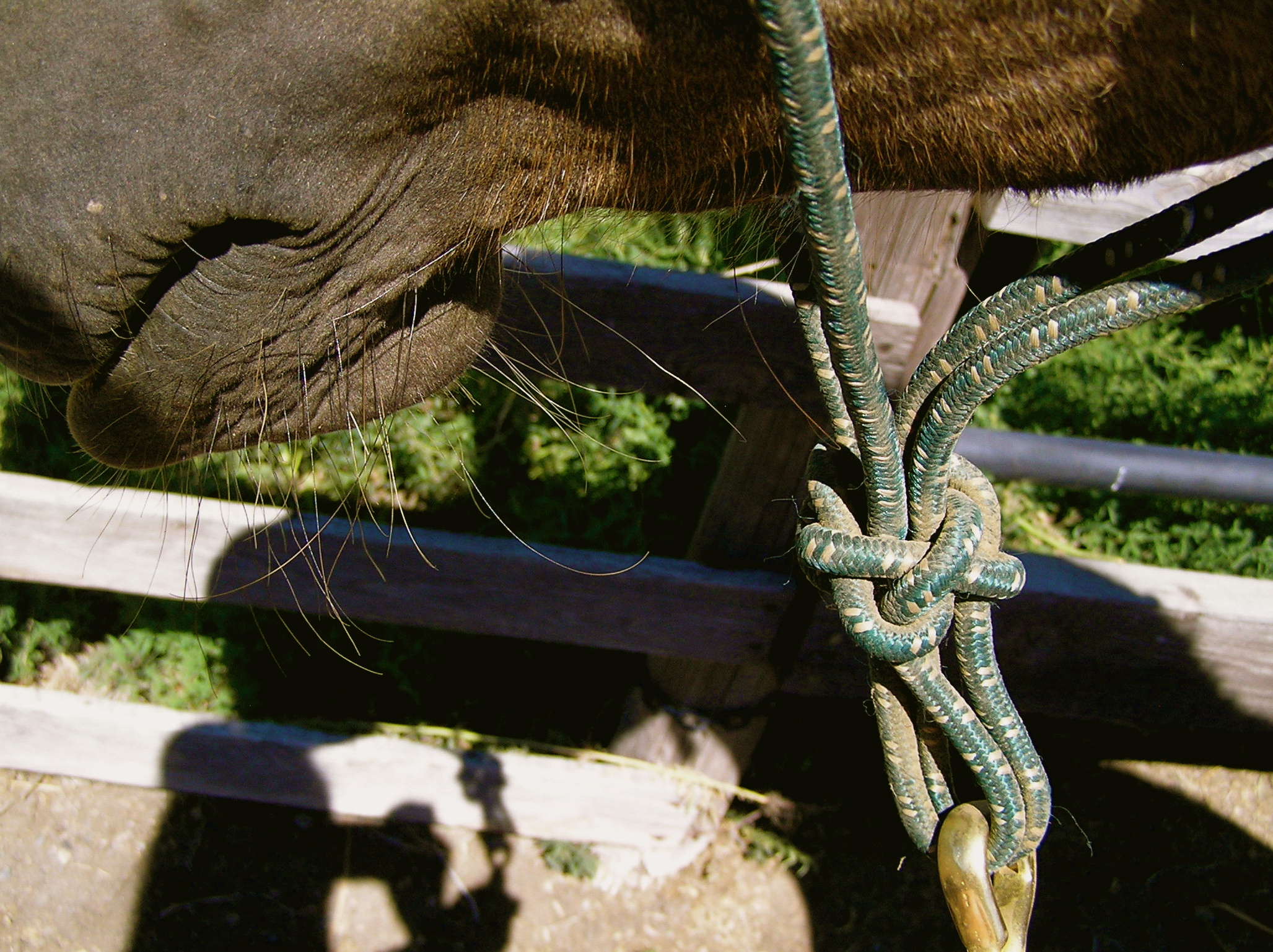
Détail sur le nœud d'attache.

L'apparence simple du licol éthologique peut laisser croire, à tort, qu'il s'agit d'un outil doux. Son fonctionnement par points de pression sur des zones osseuses peut avoir un effet très puissant sur le cheval, en raison de la finesse de la corde (plus elle est fine, plus la pression exercée est importante).
Le licol éthologique en coton tressé est désormais très populaire, du fait de son coût peu élevé (environ 20 euros en 2011) et de la facilité à l'ajuster, permettant de travailler plusieurs chevaux avec un même équipement. Il est léger à porter pour le cheval et permet un travail de précision. En contrepartie, il manque parfois de solidité et de durabilité, par rapport au licol plat en cuir. S'il ne peut être réparé, contrairement à ce dernier, il a l'avantage de ne demander aucun entretien. Les témoignages à propos de licols qui se rompent sont rares,, mais il est conseillé d'éviter les licols très peu chers, certains ayant des nœuds mal placés ou pouvant bouger sur la tête du cheval, ce qui nuit à la qualité du travail effectué, et peut se révéler dangereux.
D'après l'ouvrage de référence Equine Science, ce type de licol a tendance à se salir facilement, voire à pourrir au fil du temps. D'après le périodique français Cheval Magazine, ses utilisateurs l'estiment facile à entretenir.

## Histoire

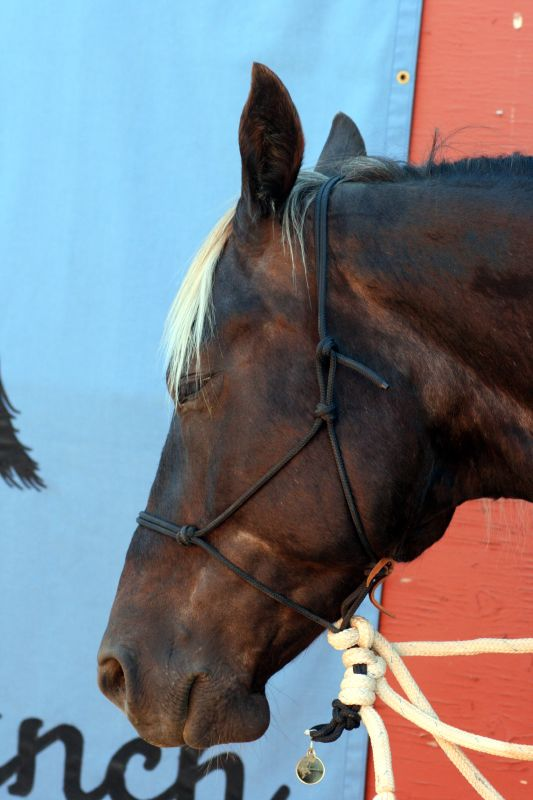
Cheval du Kentucky équipé d'un licol éthologique visiblement trop serré.

Le principe du licol éthologique semble avoir été découvert par le chuchoteur américain Tom Dorrance. Le docteur vétérinaire américain Robert M. Miller estime que son usage aux États-Unis provient du hackamore de type bosal des vaqueros, qui a été adopté par la quasi-totalité des pratiquants du natural horsemanship (équitation éthologique) sous la forme d'un licol en corde avec des nœuds. D'après Cynthia McFarland, les cow-boys américains seraient ceux qui ont les premiers découvert et confectionné un licol en corde.
L'usage de cet équipement arrive depuis les États-Unis vers la France au début des années 2000, ainsi qu'en Allemagne, accompagnant le développement de l'équitation éthologique. Le cavalier français Michel Robert est un précurseur, dans le milieu du saut d'obstacles. Les équipementiers équestres se sont adaptés à la demande. Ils sont désormais nombreux à proposer ce type de licol à la vente, avec un important choix de modèles, de coloris et de matières, les nœuds pouvant être placés de différentes façons. Aux États-Unis, la commercialisation d'un licol éthologique censé rendre les chevaux plus doux, sous le nom de be-nice, a fait débat.

## Utilisation

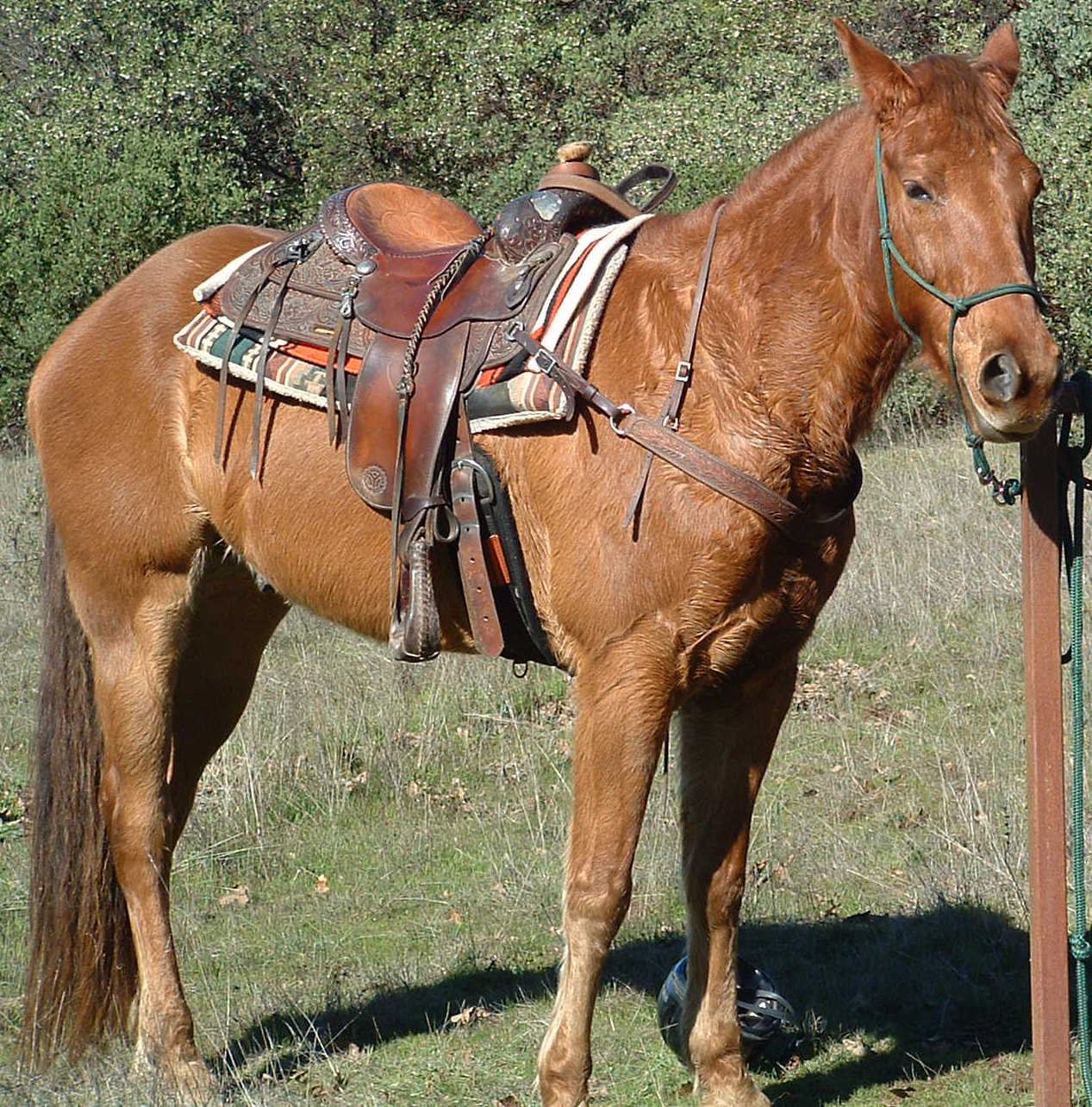
Licol éthologique sur un cheval d'équitation western.

Le licol éthologique est susceptible de remplacer le mors dans le travail à pied, en longe ou monté. Des codes sont à définir ou à transposer dans le cas où le cheval aurait déjà été éduqué avec un mors. Cet outil est généralement utilisé en équitation western, en équitation éthologique, en travail à la longe, et de façon générale, pour tout type de travail du cheval en main. Aux États-Unis, il est courant que ce licol soit utilisé pour monter les poulains afin d'éviter l'usage du mors, des rênes sont alors attachées à un anneau de métal. Dans ce cadre, le licol éthologique est conseillé pour éduquer les jeunes chevaux, afin d'avoir un plus grand contrôle.
Avec un licol éthologique, le cheval est incité (ou contraint) à céder aux points de pression qui sont répartis sur des endroits stratégiques de sa tête. S'il prend appui sur le licol et résiste, il s'inflige lui-même la pression de la corde derrière ses oreilles, et donc une douleur. Toute action parasite est à éviter, la traction du licol par le cavalier étant contraignante pour le cheval qui doit réagir à la pression. La « légèreté » du licol éthologique n'est évidente que si l'utilisateur s'en sert à bon escient et en connaît les réglages, d'où de nombreux abus. Il existe une controverse dans le monde équestre quant au type de licol à préférer. Le licol éthologique de corde est réputé responsabiliser le cheval sans que le dresseur n'ait besoin de fournir beaucoup d'efforts, la pression exercée étant bien plus importante qu'avec un licol plat.
Michel Robert utilise un licol éthologique à la longe et en selle, estimant que cela lui permet de travailler les chevaux qui ont des douleurs à cause du mors. L'Italien Luca Moneta travaille également avec ces outils. Par contre, Catherine Sell, créatrice d'exercices à pied qu'elle a nommés equility, préfère le licol plat. La haute école de Nevzorov, en Russie, se prononce également contre l'utilisation du licol éthologique.

## Dangers

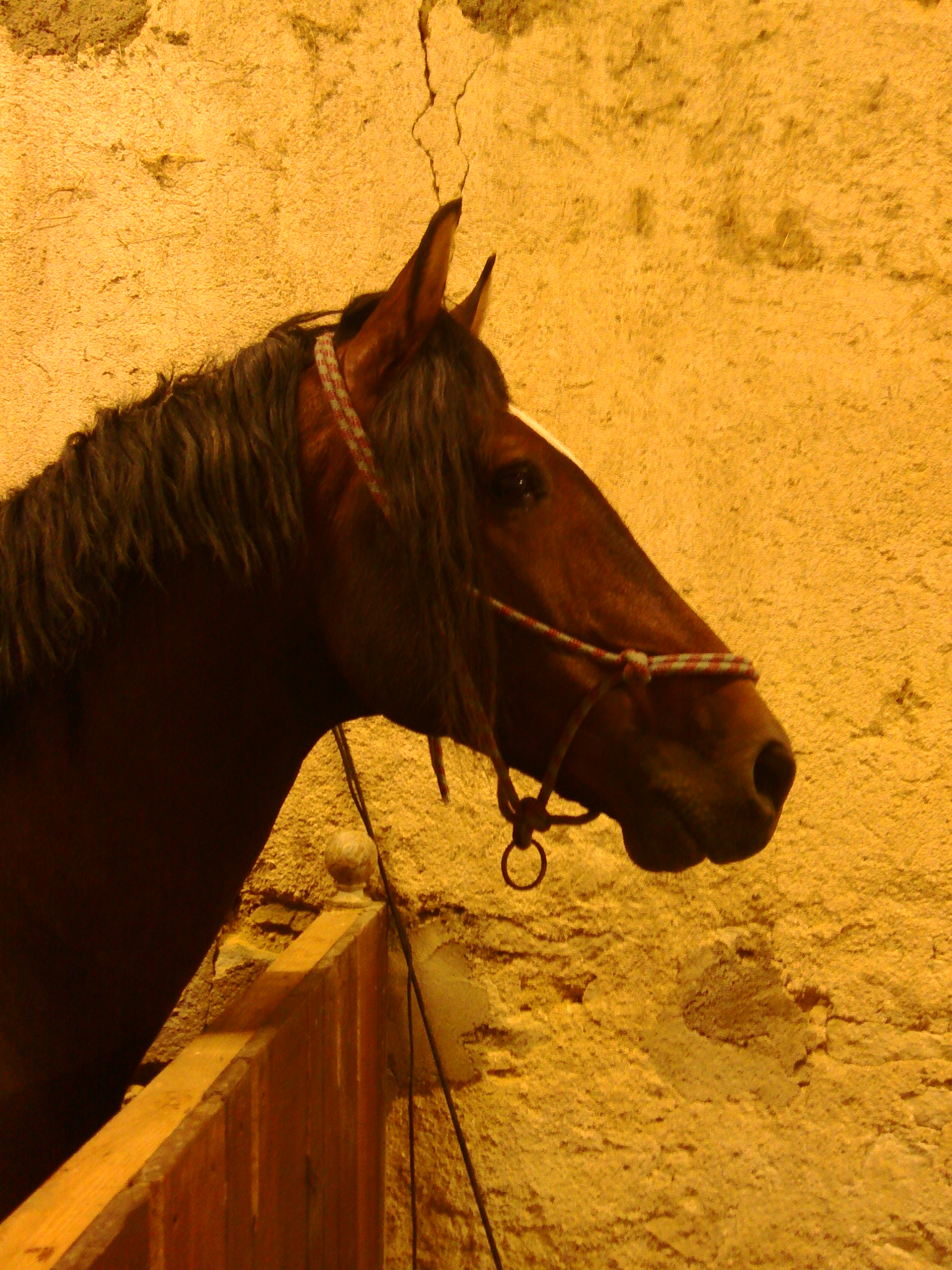
Licol éthologique mal réglé (trop bas), sur un entier Lusitanien.

Un licol éthologique peut se révéler dangereux, selon la manière dont il est utilisé. Certains ostéopathes équins témoignent avoir soigné des chevaux endoloris au niveau du passage de la têtière, à cause de la fine corde du licol, qui passe sur un point de convergence des nerfs crâniens. Sur un poulain ou un cheval encore jeune, cela peut entraîner une déformation osseuse. S'il est mal réglé, ce licol peut cisailler la peau du cheval. Il est particulièrement déconseillé d'attacher un cheval avec un licol éthologique, celui-ci pouvant s'infliger de très graves blessures s'il se débat. Certains chevaux sensibles au niveau du passage des nœuds ne supportent pas cet outil.
De manière générale, comme le signale Carlos Henriques Pereira, le domaine de l'équitation éthologique, qui promeut l'utilisation d'un matériel spécifique, est gangrené par des « charlatans et autres gourous ».